# Nabil Fekir
Nabil Fekir (Lyon, 1993. július 18.) világbajnok francia válogatott labdarúgó, az emírségekbeli El-Dzsazíra középpályása.

## Klubcsapatokban
Fekir 2013. július 30-án mutatkozott be a Lyon felnőtt csapatában. Augusztus 31-én a Ligue 1-ben is debütált az Evian TG elleni mérkőzést végigjátszotta. 2014. április 27-én első gólját is megszerezte az SC Bastia ellen, majd gólpasszt adott Alexandre Lacazettenak. Első idényében 16 mérkőzésen egy gólt szerzett. A 2014-15-ös szezonban vált alapemberré, 25 mérkőzésen 11 gólt és hét asszisztot tudott felmutatni, és a válogatottban is bemutatkozott. 2015. augusztus 29-én mesterhármast szerzett a Caen ellen.
2019. július 22-én 4 évre aláírt a spanyol Real Betis csapatához. 19,75 millió eurót fizettet az Olympique Lyonnak a spanyol klub és testvérét, Yassin Fekirt is leigazolták.

## A válogatottban
Fekir származása révén szerepelhetett volna az algériai válogatottban is, ám ő a franciákat választotta. A francia válogatottban 2015. március 26-án mutatkozott be a brazilok elleni mérkőzésen. Első válogatott gólját a belgáknak lőtte június 7-én. Szeptember 4-én a portugálok elleni mérkőzésen elszakadt több ínszalagja is a térdében, hat hónapos kihagyásra kényszerítve Fekirt.

## Sikerei, díjai

### Klubcsapatban

#### Olympique Lyonnais
- Ligue 1: 2. hely (1): 2014-15
- Francia labdarúgó-ligakupa: döntős (1): 2014

### Válogatott
- Világbajnokság győztes:2018

## Statisztika

### Klub
2018. május 12-i állapot szerint.
| Klub | Idény    | Bajnokság | Bajnokság | Kupa  | Kupa  | Ligakupa | Ligakupa | Európai kupa | Európai kupa | Egyéb | Egyéb | Összes | Összes |
| Klub | Idény    | Meccs     | Gólok     | Meccs | Gólok | Meccs    | Gólok    | Meccs        | Gólok        | Meccs | Gólok | Meccs  | Gólok  |
| ---- | -------- | --------- | --------- | ----- | ----- | -------- | -------- | ------------ | ------------ | ----- | ----- | ------ | ------ |
| Lyon | 2013–14  | 11        | 1         | 0     | 0     | 2        | 0        | 4            | 0            | —     | —     | 17     | 1      |
| Lyon | 2014–15  | 34        | 13        | 2     | 2     | 1        | 0        | 2            | 0            | —     | —     | 39     | 15     |
| Lyon | 2015–16  | 9         | 4         | 0     | 0     | 0        | 0        | 0            | 0            | —     | —     | 9      | 4      |
| Lyon | 2016–17  | 32        | 9         | 2     | 1     | 1        | 0        | 13           | 4            | 1     | 0     | 49     | 14     |
| Lyon | 2017–18  | 29        | 18        | 2     | 2     | 0        | 0        | 8            | 3            | —     | —     | 40     | 23     |
| Lyon | Összesen | 115       | 45        | 6     | 5     | 4        | 0        | 27           | 7            | 1     | 0     | 154    | 57     |

### Válogatott
Statisztika a 2017. szeptember 4-ig lejátszott szerint.
| Franciaország | Franciaország | Franciaország |
| Év            | Meccs         | Gólok         |
| ------------- | ------------- | ------------- |
| 2015          | 5             | 1             |
| 2016          | 2             | 0             |
| 2017          | 2             | 0             |
| Összesen      | 9             | 1             |

### Válogatott gólok
A francia válogatottban lőtt gólok, és azon meccsek eredményei.
| Gól | Dátum           | Helyszín                                    | Ellenfél | Találat | Eredmény | Mérkőzés            |
| --- | --------------- | ------------------------------------------- | -------- | ------- | -------- | ------------------- |
| 1.  | 2015. június 7. | Stade de France, Saint-Denis, Franciaország | Belgium  | 2–4     | 3–4      | Barátságos mérkőzés |